# Đorđe Đoković
Đorđe Đoković (serbisch-kyrillisch Ђорђе Ђоковић; * 7. Juli 1995) ist ein ehemaliger serbischer Tennisspieler. Er ist der jüngste Bruder von Novak Đoković und Marko Đoković.

## Karriere
Đoković spielte hauptsächlich auf der Future Tour und dort meist im Doppel, wo er 2013 seinen einzigen Titel gewann.
Sein einziges Turnier auf der ATP World Tour hatte er 2015, als er mit seinem Bruder Novak mit einer Wildcard bei den China Open im Doppel antrat. In der ersten Runde schlugen sie Gong Maoxin und Michael Venus in drei Sätzen, ehe sie im Viertelfinale an den späteren Turniersiegern Vasek Pospisil und Jack Sock scheiterten. 2015 wurde er letztmals in der Weltrangliste geführt.